# Concacaf Gold Cup 1998
Concacaf Gold Cup 1998 spelades i Kalifornien och Florida i USA under perioden 1-15 februari 1998. Det var i Los Angeles, Miami och Oakland som man spelade. Mexiko vann turneringen före USA och Brasilien.
Jamaica, som förberedde sig för VM 1998 i Frankrike, skrällde i första omgången. Laget hade inte ens kvalificerat sig för turneringen, men Kanada drog sig ur, vilket gav Jamaica en plats. Laget kallades populärt Reggae Boyz och vann grupp grupp A för Brasilien, som man spelade 0-0). I semifinalen vann USA mot Brasilien, efter att Preki gjort ett solomål och Kasey Keller hållit nollan då han vaktade USA:s målbur. USA kunde dock inte upprepa framgången i finalen i Los Angeles, inför många mexikanska supportrar. Mexiko van sin tredje raka title, efter 1-0 av Luis Hernández.

## Spelplatser
| Los Angeles                   | Oakland                         | Miami             |
| ----------------------------- | ------------------------------- | ----------------- |
| Los Angeles Memorial Coliseum | Oakland-Alameda County Coliseum | Orange Bowl       |
| Kapacitet: 93,607             | Kapacitet: 22,555               | Kapacitet: 74,476 |
|                               |                                 |                   |

## Första omgången

### Grupp A
| Nr | Lag         | S | V | O | F | GM | IM | MS | P |
| -- | ----------- | - | - | - | - | -- | -- | -- | - |
| 1  | Jamaica     | 3 | 2 | 1 | 0 | 5  | 2  | +3 | 7 |
| 2  | Brasilien   | 3 | 1 | 2 | 0 | 5  | 1  | +4 | 5 |
| 3  | Guatemala   | 3 | 0 | 2 | 1 | 3  | 4  | −1 | 2 |
| 4  | El Salvador | 3 | 0 | 1 | 2 | 0  | 6  | −6 | 1 |

|  | 1 februari 1998 | El Salvador | 0 – 0   | Guatemala | Los Angeles Memorial Coliseum                                          |                                                                        |
|  |                 |             | Rapport |           | Los Angeles Publik: 26 391 Domare: Ali Bujsaim (Förenade arabemiraten) | Los Angeles Publik: 26 391 Domare: Ali Bujsaim (Förenade arabemiraten) |
|  |                 |             |         |           | Los Angeles Publik: 26 391 Domare: Ali Bujsaim (Förenade arabemiraten) | Los Angeles Publik: 26 391 Domare: Ali Bujsaim (Förenade arabemiraten) |
|  |                 |             |         |           | Los Angeles Publik: 26 391 Domare: Ali Bujsaim (Förenade arabemiraten) | Los Angeles Publik: 26 391 Domare: Ali Bujsaim (Förenade arabemiraten) |

|  | 3 februari 1998 | Brasilien | 0 – 0   | Jamaica | Orange Bowl                                            |                                                        |
|  |                 |           | Rapport |         | Miami Publik: 43 754 Domare: Esfandiar Baharmast (USA) | Miami Publik: 43 754 Domare: Esfandiar Baharmast (USA) |
|  |                 |           |         |         | Miami Publik: 43 754 Domare: Esfandiar Baharmast (USA) | Miami Publik: 43 754 Domare: Esfandiar Baharmast (USA) |
|  |                 |           |         |         | Miami Publik: 43 754 Domare: Esfandiar Baharmast (USA) | Miami Publik: 43 754 Domare: Esfandiar Baharmast (USA) |

|  | 5 februari 1998 | Brasilien   | 1 – 1           | Guatemala             | Orange Bowl                                                       |                                                                   |
|  |                 | Romário 79′ | (0 – 0) Rapport | 90′ Juan Carlos Plata | Miami Publik: 17 842 Domare: Ramesh Ramdhan (Trinidad och Tobago) | Miami Publik: 17 842 Domare: Ramesh Ramdhan (Trinidad och Tobago) |
|  |                 |             |                 |                       | Miami Publik: 17 842 Domare: Ramesh Ramdhan (Trinidad och Tobago) | Miami Publik: 17 842 Domare: Ramesh Ramdhan (Trinidad och Tobago) |
|  |                 |             |                 |                       | Miami Publik: 17 842 Domare: Ramesh Ramdhan (Trinidad och Tobago) | Miami Publik: 17 842 Domare: Ramesh Ramdhan (Trinidad och Tobago) |

|  | 8 februari 1998 | El Salvador | 0 – 4           | Brasilien                                                         | Los Angeles Memorial Coliseum                                   |                                                                 |
|  |                 |             | (0 – 2) Rapport | 7′ Edmundo Alves de Souza Neto 19′ Romário 87′, 90′ Élber Giovane | Los Angeles Publik: 55 017 Domare: Rodrigo Badilla (Costa Rica) | Los Angeles Publik: 55 017 Domare: Rodrigo Badilla (Costa Rica) |
|  |                 |             |                 |                                                                   | Los Angeles Publik: 55 017 Domare: Rodrigo Badilla (Costa Rica) | Los Angeles Publik: 55 017 Domare: Rodrigo Badilla (Costa Rica) |
|  |                 |             |                 |                                                                   | Los Angeles Publik: 55 017 Domare: Rodrigo Badilla (Costa Rica) | Los Angeles Publik: 55 017 Domare: Rodrigo Badilla (Costa Rica) |

|  | 8 februari 1998 | Guatemala                                | 2 – 3           | Jamaica                              | Los Angeles Memorial Coliseum                                    |                                                                  |
|  |                 | Juan Carlos Plata 16′ Edwin Westphal 84′ | (1 – 1) Rapport | 14′, 67′ Paul Hall 55′ Andy Williams | Los Angeles Publik: 55 017 Domare: Arturo Brizio Carter (Mexiko) | Los Angeles Publik: 55 017 Domare: Arturo Brizio Carter (Mexiko) |
|  |                 |                                          |                 |                                      | Los Angeles Publik: 55 017 Domare: Arturo Brizio Carter (Mexiko) | Los Angeles Publik: 55 017 Domare: Arturo Brizio Carter (Mexiko) |
|  |                 |                                          |                 |                                      | Los Angeles Publik: 55 017 Domare: Arturo Brizio Carter (Mexiko) | Los Angeles Publik: 55 017 Domare: Arturo Brizio Carter (Mexiko) |

|  | 9 februari 1998 | Jamaica                              | 2 – 0           | El Salvador | Los Angeles Memorial Coliseum                                |                                                              |
|  |                 | Marcus Gayle 41′ Fitzroy Simpson 62′ | (1 – 0) Rapport |             | Los Angeles Publik: 26 391 Domare: Mohammed Nazri (Malaysia) | Los Angeles Publik: 26 391 Domare: Mohammed Nazri (Malaysia) |
|  |                 |                                      |                 |             | Los Angeles Publik: 26 391 Domare: Mohammed Nazri (Malaysia) | Los Angeles Publik: 26 391 Domare: Mohammed Nazri (Malaysia) |
|  |                 |                                      |                 |             | Los Angeles Publik: 26 391 Domare: Mohammed Nazri (Malaysia) | Los Angeles Publik: 26 391 Domare: Mohammed Nazri (Malaysia) |

### Grupp B
| Nr | Lag                 | S | V | O | F | GM | IM | MS | P |
| -- | ------------------- | - | - | - | - | -- | -- | -- | - |
| 1  | Mexiko              | 2 | 2 | 0 | 0 | 6  | 2  | +4 | 6 |
| 2  | Trinidad och Tobago | 2 | 1 | 0 | 1 | 5  | 5  | 0  | 3 |
| 3  | Honduras            | 2 | 0 | 0 | 2 | 1  | 5  | −4 | 0 |

|  | 1 februari 1998 | Honduras         | 1 – 3           | Trinidad och Tobago                  | Oakland Coliseum                                           |                                                            |
|  |                 | Carlos Pavón 66′ | (0 – 2) Rapport | 35′ Jerren Nixon 39′, 70′ Stern John | Oakland Publik: 11 234 Domare: Peter Prendergast (Jamaica) | Oakland Publik: 11 234 Domare: Peter Prendergast (Jamaica) |
|  |                 |                  |                 |                                      | Oakland Publik: 11 234 Domare: Peter Prendergast (Jamaica) | Oakland Publik: 11 234 Domare: Peter Prendergast (Jamaica) |
|  |                 |                  |                 |                                      | Oakland Publik: 11 234 Domare: Peter Prendergast (Jamaica) | Oakland Publik: 11 234 Domare: Peter Prendergast (Jamaica) |

|  | 4 februari 1998 | Mexiko                                                           | 4 – 2           | Trinidad och Tobago                 | Oakland Coliseum                                  |                                                   |
|  |                 | Ramón Ramírez 37′ Luis Hernández 63′, 82′ Francisco Palencia 65′ | (1 – 0) Rapport | 59′ Clint Marcelle 75′ Jerren Nixon | Oakland Publik: 17 256 Domare: Mendoç (Brasilien) | Oakland Publik: 17 256 Domare: Mendoç (Brasilien) |
|  |                 |                                                                  |                 |                                     | Oakland Publik: 17 256 Domare: Mendoç (Brasilien) | Oakland Publik: 17 256 Domare: Mendoç (Brasilien) |
|  |                 |                                                                  |                 |                                     | Oakland Publik: 17 256 Domare: Mendoç (Brasilien) | Oakland Publik: 17 256 Domare: Mendoç (Brasilien) |

|  | 7 februari 1998 | Mexiko                     | 2 – 0           | Honduras | Oakland Coliseum                                         |                                                          |
|  |                 | Cuauhtémoc Blanco 22′, 86′ | (1 – 0) Rapport |          | Oakland Publik: 36 240 Domare: Esfandiar Baharmast (USA) | Oakland Publik: 36 240 Domare: Esfandiar Baharmast (USA) |
|  |                 |                            |                 |          | Oakland Publik: 36 240 Domare: Esfandiar Baharmast (USA) | Oakland Publik: 36 240 Domare: Esfandiar Baharmast (USA) |
|  |                 |                            |                 |          | Oakland Publik: 36 240 Domare: Esfandiar Baharmast (USA) | Oakland Publik: 36 240 Domare: Esfandiar Baharmast (USA) |

### Grupp C
| Nr | Lag        | S | V | O | F | GM | IM | MS | P |
| -- | ---------- | - | - | - | - | -- | -- | -- | - |
| 1  | USA        | 2 | 2 | 0 | 0 | 5  | 1  | +4 | 6 |
| 2  | Costa Rica | 2 | 1 | 0 | 1 | 8  | 4  | +4 | 3 |
| 3  | Kuba       | 2 | 0 | 0 | 2 | 2  | 10 | −8 | 0 |

|  | 1 februari 1998 | USA                                                       | 3 – 0           | Kuba | Oakland Coliseum                                       |                                                        |
|  |                 | Roy Wegerle 55′ Eric Wynalda 58′ Joe-Max Moore 76′ (str.) | (0 – 0) Rapport |      | Oakland Publik: 11 234 Domare: Mourad Daami (Tunisien) | Oakland Publik: 11 234 Domare: Mourad Daami (Tunisien) |
|  |                 |                                                           |                 |      | Oakland Publik: 11 234 Domare: Mourad Daami (Tunisien) | Oakland Publik: 11 234 Domare: Mourad Daami (Tunisien) |
|  |                 |                                                           |                 |      | Oakland Publik: 11 234 Domare: Mourad Daami (Tunisien) | Oakland Publik: 11 234 Domare: Mourad Daami (Tunisien) |

|  | 4 februari 1998 | Costa Rica                                                                              | 7 – 2           | Kuba                                           | Oakland Coliseum                                             |                                                              |
|  |                 | Austin Berry 3′ Paulo Wanchope 21′, 32′, 64′, 78′ Wilmer López 29′ (str.) Roy Myers 44′ | (5 – 0) Rapport | 50′ Luis Marten Pellicier 90′ Eduardo Sebrango | Oakland Publik: 17 256 Domare: Arturo Brizio Carter (Mexiko) | Oakland Publik: 17 256 Domare: Arturo Brizio Carter (Mexiko) |
|  |                 |                                                                                         |                 |                                                | Oakland Publik: 17 256 Domare: Arturo Brizio Carter (Mexiko) | Oakland Publik: 17 256 Domare: Arturo Brizio Carter (Mexiko) |
|  |                 |                                                                                         |                 |                                                | Oakland Publik: 17 256 Domare: Arturo Brizio Carter (Mexiko) | Oakland Publik: 17 256 Domare: Arturo Brizio Carter (Mexiko) |

|  | 7 februari 1998 | USA                     | 2 – 1           | Costa Rica       | Oakland Coliseum                                         |                                                          |
|  |                 | Eddie Pope 7′ Preki 78′ | (1 – 0) Rapport | 56′ Allan Oviedo | Oakland Publik: 36 240 Domare: Mohammed Nazri (Malaysia) | Oakland Publik: 36 240 Domare: Mohammed Nazri (Malaysia) |
|  |                 |                         |                 |                  | Oakland Publik: 36 240 Domare: Mohammed Nazri (Malaysia) | Oakland Publik: 36 240 Domare: Mohammed Nazri (Malaysia) |
|  |                 |                         |                 |                  | Oakland Publik: 36 240 Domare: Mohammed Nazri (Malaysia) | Oakland Publik: 36 240 Domare: Mohammed Nazri (Malaysia) |

## Slutspel

### Slutspelsträd
|  | Semifinaler                    | Semifinaler                    |   |                                | Final                          | Final |  |
|  |                                |                                |   |                                |                                |       |  |
|  | 10 februari 1998 – Los Angeles |                                |   |                                |                                |       |  |
|  | USA                            | 1                              |   |                                |                                |       |  |
|  | Brasilien                      | 0                              |   |                                |                                |       |  |
|  |                                |                                |   |                                |                                |       |  |
|  |                                |                                |   |                                | 15 februari 1998 – Los Angeles |       |  |
|  |                                |                                |   |                                | USA                            | 0     |  |
|  |                                | Mexiko                         | 1 |                                |                                |       |  |
|  |                                |                                |   |                                |                                |       |  |
|  |                                |                                |   |                                |                                |       |  |
|  |                                |                                |   |                                | Bronsmatch                     |       |  |
|  | 12 februari 1998 - Los Angeles | 12 februari 1998 - Los Angeles |   | 14 februari 1998 – Los Angeles | 14 februari 1998 – Los Angeles |       |  |
|  | Mexiko (e.f.)                  | 1                              |   | Brasilien                      | 1                              |       |  |
|  | Jamaica                        | 0                              |   |                                | Jamaica                        | 0     |  |

### Semifinaler
|  | 10 februari 1998 | USA       | 1 – 0           | Brasilien | Los Angeles Memorial Coliseum                                          |                                                                        |
|  |                  | Preki 65′ | (0 – 0) Rapport |           | Los Angeles Publik: 12 298 Domare: Ali Bujsaim (Förenade arabemiraten) | Los Angeles Publik: 12 298 Domare: Ali Bujsaim (Förenade arabemiraten) |
|  |                  |           |                 |           | Los Angeles Publik: 12 298 Domare: Ali Bujsaim (Förenade arabemiraten) | Los Angeles Publik: 12 298 Domare: Ali Bujsaim (Förenade arabemiraten) |
|  |                  |           |                 |           | Los Angeles Publik: 12 298 Domare: Ali Bujsaim (Förenade arabemiraten) | Los Angeles Publik: 12 298 Domare: Ali Bujsaim (Förenade arabemiraten) |

|  | 12 februari 1998 | Mexiko              | 0000 1 – 0 (e.fl.) | Jamaica | Los Angeles Memorial Coliseum                                   |                                                                 |
|  |                  | Luis Hernández 105′ | (0 – 0) Rapport    |         | Los Angeles Publik: 45 507 Domare: Rodrigo Badilla (Costa Rica) | Los Angeles Publik: 45 507 Domare: Rodrigo Badilla (Costa Rica) |
|  |                  |                     |                    |         | Los Angeles Publik: 45 507 Domare: Rodrigo Badilla (Costa Rica) | Los Angeles Publik: 45 507 Domare: Rodrigo Badilla (Costa Rica) |
|  |                  |                     |                    |         | Los Angeles Publik: 45 507 Domare: Rodrigo Badilla (Costa Rica) | Los Angeles Publik: 45 507 Domare: Rodrigo Badilla (Costa Rica) |

### Bronsmatch
|  | 15 februari 1998 | Brasilien   | 1 – 0           | Jamaica | Los Angeles Memorial Coliseum                                          |                                                                        |
|  |                  | Romário 77′ | (0 – 0) Rapport |         | Los Angeles Publik: 91 255 Domare: Ali Bujsaim (Förenade arabemiraten) | Los Angeles Publik: 91 255 Domare: Ali Bujsaim (Förenade arabemiraten) |
|  |                  |             |                 |         | Los Angeles Publik: 91 255 Domare: Ali Bujsaim (Förenade arabemiraten) | Los Angeles Publik: 91 255 Domare: Ali Bujsaim (Förenade arabemiraten) |
|  |                  |             |                 |         | Los Angeles Publik: 91 255 Domare: Ali Bujsaim (Förenade arabemiraten) | Los Angeles Publik: 91 255 Domare: Ali Bujsaim (Förenade arabemiraten) |

### Final
|  | 15 februari 1998 | USA | 0 – 1   | Mexiko             | Los Angeles Memorial Coliseum                                           |                                                                         |
|  |                  |     | Rapport | 43′ Luis Hernández | Los Angeles Publik: 91 255 Domare: Ramesh Ramdhan (Trinidad och Tobago) | Los Angeles Publik: 91 255 Domare: Ramesh Ramdhan (Trinidad och Tobago) |
|  |                  |     |         |                    | Los Angeles Publik: 91 255 Domare: Ramesh Ramdhan (Trinidad och Tobago) | Los Angeles Publik: 91 255 Domare: Ramesh Ramdhan (Trinidad och Tobago) |
|  |                  |     |         |                    | Los Angeles Publik: 91 255 Domare: Ramesh Ramdhan (Trinidad och Tobago) | Los Angeles Publik: 91 255 Domare: Ramesh Ramdhan (Trinidad och Tobago) |

## Priser och utmärkelser
| Skytteligan                   | Mest värdefulle spelare |
| ----------------------------- | ----------------------- |
| Paulo Wanchope Luis Hernández | Kasey Keller            |

| All Star-laget | All Star-laget                     | All Star-laget                                  | All Star-laget                 |
| Målvakter      | Backar                             | Mittfältare                                     | Anfallare                      |
| -------------- | ---------------------------------- | ----------------------------------------------- | ------------------------------ |
| Kasey Keller   | Eddie Pope Claudio Suárez Ze María | Ramón Ramírez Preki Paul Hall Cuauhtémoc Blanco | Edmundo Romário Paulo Wanchope |

## Skytteligan
4 mål
- Paulo Wanchope
- Luis Hernández

3 mål
- Romário

2 mål
- Élber

## Lagstatistik
| Lag                   | S | V | O | F | GM | IM | MS | P  |
| --------------------- | - | - | - | - | -- | -- | -- | -- |
| F Mexiko              | 4 | 4 | 0 | 0 | 8  | 2  | +6 | 12 |
| F USA                 | 4 | 3 | 0 | 1 | 6  | 2  | +4 | 9  |
| S Brasilien           | 5 | 2 | 2 | 1 | 6  | 2  | +4 | 8  |
| S Jamaica             | 5 | 2 | 1 | 2 | 5  | 4  | +1 | 7  |
| 1 Costa Rica          | 2 | 1 | 0 | 1 | 8  | 4  | +4 | 3  |
| 1 Trinidad och Tobago | 2 | 1 | 0 | 1 | 5  | 5  | 0  | 3  |
| 1 Guatemala           | 3 | 0 | 2 | 1 | 3  | 4  | −1 | 2  |
| 1 El Salvador         | 3 | 0 | 1 | 2 | 0  | 6  | −6 | 1  |
| 1 Honduras            | 2 | 0 | 0 | 2 | 1  | 5  | −4 | 0  |
| 1 Kuba                | 2 | 0 | 0 | 2 | 2  | 10 | −8 | 0  |

## Anmärkningslista
1. ↑  Ursprungligen planerad till 6 februari 1998, flyttad på grund av för mycket regn.